# Анжелу, Каролина Беатриш
Кароли́на Беатри́ш А́нжелу (16 апреля 1878, Сан-Висенте — 3 октября 1911, Лиссабон) — португальская врач-хирург и феминистка. Она была первой проголосовавшей на выборах женщиной в стране, это случилось на выборах в Учредительное собрание в 1911 году.

## Биография
Родилась в Сан-Висенте в семье Вириату Антониу Анжелу, журналиста и владельца типографии, и Эмилии Клементины де Каштру Баррету. У Каролины была сестра Корина и братья Эурику и Вириату.
Училась в Лицеe Гуарды, позже поступила в Школу политехники, медицины и хирургии в Лиссабоне, где окончилa курс медицины в 1902 году.
Борец за права женщин. Получила известность как член Республиканской Лиги женщин в Португалии, была основателем и президентом Ассоциации Пропаганды Феминизма.
Tот факт, что она была вдовой и должна была поддерживать своих детей, Вириату Антониу Анжелу и Эмилию Баррету Анжелу, позволил призвать в суде право считаться «главой семьи», став первой женщиной, проголосовавшей в стране, на учредительных выборах 28 мая 1911 года. Чтобы предотвратить повторение такого примера, в закон были внесены поправки в следующем году, указав, что могут голосовать только лица мужского пола.
Суфражистка и борец за права женщин, Каролина Беатриш Анжелу была первой женщиной, получившей право голоса в Португалии. Это произошло в 1911 году, вскоре после того, как в октябре 1910 года Португалия была провозглашена Республикой, и Каролина «исказила» в свою пользу один из «пробелов» в законе.
Каролина Беатриш Анжелу получила начальное и среднее образование в Гуарде. В Лиссабоне изучала медицину, где окончила обучение в 1902 году. В том же году она вышла замуж за Жануариу Баррету, который приходился ей двоюродным братом и был республиканским активистом. Каролина стала первой португальской женщиной-хирургом больницы св. Иосифа, посвятив себя позже профессии гинеколога.
В 1907 году вместе с другими медицинскими работниками начала гражданскую активность, присоединившись к движению женщин в пользу мира и создания Республики, стала защитницей прав женщин, выступая, в частности, за предоставление им права голоса на выборах. В странах Европы суфражистки в течение многих лет отстаивали это право, и Новая Зеландия стала первой страной, которая предоставила его в 1893 году.
Первый избирательный закон Португальской Республики признал право голосовать для португальских граждан старше 21 года, которые могли читать и писать и были главами семей.
Каролина Анжелу увидела в этой формулировке возможность обойти закон, так как в соответствии с грамматикой португальского языка множественное число существительных в мужском роде может также включать существительные женского рода. Вдова и её младшая дочь в возрасте старше 21 года и имела образование, обратились к президенту комиссии по переписи 2-го округа Лиссабона с просьбой включить их имена в новую избирательную перепись.
Претензия была отклонена комиссией, что заставило Каролину подать апелляцию в суд с утверждением, что закон не исключает женщин из обладателей права голосования. 28 апреля 1911 года, судья Жуан Батишта Каштру вынес вошедший в историю приговор: «Исключить женщин (…) только потому, что они женщины (…) — это просто нелепо и несправедливо, это противоречит идеям демократии и справедливости, провозглашенным Республиканской Партией. (…) В случаях, где закон не различает половую принадлежность, судья также не может вносить различия и решать (…) будет ли включён заявитель в списки избирателей».
Таким образом, 28 мая 1911 года на выборах в Учредительное собрание, Каролина Беатриш Анжелу стала первой женщиной в Португалии, осуществившей право голоса. При этом не обошлось без инцидента, о котором сообщила газета «Капитал»: «В конце первого звонка, председатель избирательного участка, госпожа Констанция де Оливейра, обратилась к комиссии с вопросом о том, можно ли принять голос Каролины Беатриш Анжелу, что было незаконно, так как право голоса было зарегистрировано судом и председатель не имел право вмешиваться в этот вопрос».
Летом того же года Каролина жаловалась, что устала от борьбы. Каролина Беатриш Анжелу умерла от остановки сердца 3 октября 1911 года, и была похоронена на Кладбище Удовольствий.
Это событие, впоследствии, привело к изменению формулировки закона и Избирательный Кодекс 1913 года уже гласил, что «избирателями законодательных органов могут быть все португальские граждане мужского пола в возрасте 21 года или достигшие его до окончания проведения переписи, которые в полном объёме обладают гражданскими и политическими правами, умеют читать и писать, находятся на территории Португальской Республики».